# Ørslev (Ringsted Kommune)
 For alternative betydninger, se Ørslev. (Se også artikler, som begynder med Ørslev)
Ørslev er en by på Midtsjælland med 662 indbyggere  (2024), beliggende 9 km nord for Haslev, 23 km sydvest for Køge og 14 km sydøst for Ringsted. Byen hører til Ringsted Kommune og ligger i Region Sjælland.
Ørslev hører til Ørslev Sogn. Ørslev Kirke ligger i byen.

## Faciliteter
Ørslevs første skole blev taget i brug i 1742. En ny skole blev opført i 1933. I 1991 besluttede byrådet i Ringsted at nedlægge den og flytte børnene til Nordrup Skole, som derefter blev kaldt Nordbakkeskolen. Midtsjællands Privatskole overtog bygningen og drev skole i Ørslev indtil 2010. Nu fungerer bygningen som kulturhus.
Ved siden af kulturhuset har Ørslev Idrætsforening fra 1917 boldbaner og klubhus, som i starten af 2016 blev udvidet med et fitnesscenter. Foreningen tilbyder desuden fodbold, håndbold, gymnastik, badminton, bordtennis og krolf. De indendørs idrætsgrene dyrkes i kulturhusets gymnastiksal – eller i Nordrup Hallen ved større arrangementer.
Det Grønne Børnehus blev opført i 1973 som børnehave, men i 2010 ombygget til en integreret daginstitution med plads til 55 børn.
I 1955 blev "De gamles hjem" indviet med plads til 17 ældre borgere. Da Ørslev ved kommunalreformen i 1970 kom ind i Ringsted Kommune, blev navnet ændret til Ørslev Plejehjem. I 1987 blev der indrettet nye plejeboliger i huset, som nu hedder Kastaniely.

## Historie
I 1898 beskrives Ørslev således: "Ørslev med Kirke, Skole, 2 Købmandshandeler, Andelsmejeri (Espeskov) og Mølle;" På det lave målebordsblad ses mejeriet ikke længere, men i stedet er der forsamlingshus og bageri.

### Jernbanen
Ørslev fik jernbanestation på Køge-Ringsted Banen (1917-63). Det var banens største mellemstation og dens normale krydsningsstation med 180 m krydsningsspor og et separat læssespor på 84 m, hvorfra der var et kort stikspor med enderampe. Stationen lå ½ km syd for landsbyen. Stationsbygningen er bevaret på Stationsvej 59.